# パパ・サヴァイバル
『パパ・サヴァイバル』は、1995年7月2日から9月24日までTBS系「東芝日曜劇場」枠で放送されたテレビドラマ。主演は堺正章。
突然子育てをする羽目になった、同じ社宅に住む“主夫”達の奮闘を中心に、男の自立・父と子の絆を描く。

## あらすじ
佐伯吾郎、矢島学、北原直人の3人は同じ社宅に暮らす、建設会社の営業マン。仕事も家事も育児もこなす良妻と可愛い一人娘を持つ吾郎は、自らの家庭は円満と自負している。学は新潟にある亡妻の実家に一人息子を預けたまま、気楽なシングルライフを満喫。そして新婚の直人は、仕事より遊びに熱心で、モデルの妻・理恵と夫婦ふたりきりの生活を楽しんでいた。
ある日、吾郎が大口契約を取りまとめ気分良く帰宅すると、妻の範子が仕事でニューヨークへ赴任すると言い出した。範子は、長年頑張ってやっと巡ったチャンスを家庭のために逃したくないと、吾郎が止めるのも聞かずに離婚届けを置いて出て行ってしまう。吾郎は突然のことにショックを受けながらも、育児を懸命にこなそうとするが、失敗の連続で娘のみなみにもあきれられてしまう。一方、見合い相手の菜穂子と意気投合した学は、その日のうちに菜穂子を自宅に招く事に成功する。が、そこへ突然、息子の一樹が新潟から一人で上京してきた…。

## キャスト
- 佐伯吾郎：堺正章
- 矢島学：岩城滉一
- 星野菜穂子：萬田久子
- 北原直人：寺脇康文
- 北原理恵：とよた真帆
- 緑川華江：岡本麗
- 佐伯みなみ：野村佑香
- 矢島一樹：森廉
- 佐伯範子：泉ピン子
- 北原理恵の実母：白川由美
- 離婚弁護士：田山涼成
- 接待相手：高田純次
- ライバル企業のやり手の（?）営業担当者：萩原流行
- その他のキャスト：加藤茶、金子研三、冬木桃子、江口尚希、入江純、松本恵子、佐々木勝彦、和上孝、松本留美、渡辺満里奈、増田未亜、洞口依子

## スタッフ
- 脚本：関根俊夫
- 演出：鴨下信一、難波一弘、加藤浩丈、近藤誠
- プロデュース：塩川和則、磯山晶
- 主題歌：藤井フミヤ「ハートブレイク」
- 製作著作：TBS

## 放送日程
| 話数                                                       | 放送日  | サブタイトル | 演出     | 視聴率 |
| ---------------------------------------------------------- | ------- | ------------ | -------- | ------ |
| 第1話                                                      | 7月02日 | 最低のオヤジ | 鴨下信一 | 20.0%  |
| 第2話                                                      | 7月09日 | 嵐の授業参観 | 鴨下信一 | 17.2%  |
| 第3話                                                      | 7月16日 | 父になる決心 | 難波一弘 | 13.4%  |
| 第4話                                                      | 7月30日 | 娘のヒミツ   | 難波一弘 | 13.2%  |
| 第5話                                                      | 8月06日 | オトナの取引 | 加藤浩丈 | 13.8%  |
| 第6話                                                      | 8月13日 | 山へ行こう   | 加藤浩丈 | 7.4%   |
| 第7話                                                      | 8月20日 | 帰って来いよ | 難波一弘 | 14.3%  |
| 第8話                                                      | 8月27日 | 親子の宿題   | 難波一弘 | 13.9%  |
| 第9話                                                      | 9月03日 | 悪夢の訪問者 | 近藤誠   | 12.6%  |
| 第10話                                                     | 9月10日 | 仲直りの方法 | 加藤浩丈 | 17.3%  |
| 第11話                                                     | 9月17日 | 離婚するの?  | 難波一弘 | 14.1%  |
| 最終話                                                     | 9月24日 | 最高のオヤジ | 難波一弘 | 14.2%  |
| 平均視聴率 14.3%（視聴率は関東地区・ビデオリサーチ社調べ） |         |              |          |        |